# Hallraker
Hallraker è il secondo live pubblicato dalla punk band californiana Descendents, edito nel 1989 dalla SST Records

## Tracce
1. Global Probing – 1:20
2. My World – 3:36
3. Hürtin' – 2:31
4. Hey Hey – 1:39
5. Kabuki Girl/ALL – 1:07
6. Pep Talk – 3:01
7. Jealous of the World – 3:48
8. Christmas Vacation – 2:41
9. I Like Food – 0:15
10. Iceman – 3:14
11. Good Good Things – 2:03
12. Cheer – 2:53
13. Rockstar – 0:38
14. No FB – 0:34
15. Cameage – 2:56

## Formazione
- Milo Aukerman - voce
- Stephen Egerton - chitarra
- Karl Alvarez - basso
- Bill Stevenson - batteria